# Beatrice-Zweig-Straße
Beatrice-Zweig-Straße (bis Oktober 2014: Straße 201) ist eine Straße der Erich-Weinert-Siedlung im Berliner Ortsteil Niederschönhausen des Bezirks Pankow. Die 210 Meter lange Straße verbindet die Heinrich-Mann-Straße mit der Homeyerstraße und verläuft in Südwest-Nordost-Richtung.

## Geschichte
Die Straße entstand bis 1950 auf einem ehemaligen Sandplatz in der Nähe der Schönholzer Heide auf Anordnung der DDR-Regierung als eine von mehreren „Intelligenzsiedlungen“. Mit den dort errichteten 23 relativ einfachen Wohnhäusern zumeist einheitlichen Bautyps, die von Hanns Hopp entworfen worden waren, sollten bis dahin vor allem im Westen Deutschlands bzw. Berlins lebende Künstler für ein Leben in der DDR gewonnen werden. Zudem war die Straße nur etwa 500 Meter vom Majakowskiring, dem damaligen Wohngebiet der DDR-Führung, entfernt. In Ost-Berlin wurden zwei weitere ähnliche Siedlungen gleichen Bautyps in Niederschönhausen in der Waldstraße und in Grünau an der Dahme angelegt. Auch außerhalb Berlins, in Kleinmachnow, konnten weitere Künstler, Akademiker und Vertreter der geistigen Elite der jungen DDR Mieter werden.
Als erste Bewohner zogen 1951 die Familien der Schriftsteller Erich Weinert, Willi Bredel und des Grafikers und Publizisten Herbert Sandberg in die nach dem Bebauungsplan Straße 201 genannte Erschließungsstraße. Später folgten der Maler Max Lingner, der Dichter Kurt Barthel (Pseudonym: KuBa), der Schriftsteller Kurt Stern mit seiner Ehefrau Jeanne Stern, der Jurist Walther Neye, der Historiker Eduard Winter und die Bildhauerin Ruthild Hahne, die hier von 1953 bis 1965 an einem Modell für ein von der DDR-Führung in Auftrag gegebenes monumentales Denkmal für Ernst Thälmann arbeitete, das aber nie realisiert wurde. Teile des Denkmal-Modells im Maßstab 1:10 und 1:2 sind mit anderen Arbeiten im Atelier-Museum zu besichtigen.
Nach dem Tod Erich Weinerts im Jahr 1953 bekam das durch die Neubauten an der Straße 201 sowie der Heinrich-Mann-, Hermann-Hesse- und der Homeyerstraße gebildete Viertel die amtliche Bezeichnung Erich-Weinert-Siedlung. An der Ecke Heinrich-Mann-/Hermann-Hesse-Straße wurde in den 1960er Jahren eine Gedenkmauer für Erich Weinert errichtet. Hier bzw. in unmittelbarer Nähe wohnten darüber hinaus der Sänger Ernst Busch, der Komponist Hanns Eisler, der Bildhauer Theo Balden und der Schriftsteller Arnold Zweig mit seiner Frau, der Malerin Beatrice Zweig. Der Berliner Senat stellte in den späten 1990er Jahren die ganze Siedlung unter Denkmalschutz (Nummer 09065356).
Das Bezirksamt Pankow, zuständig für den Ortsteil Niederschönhausen, fasste am 13. Mai 2014 auf Initiative des Frauenbeirats Berlin-Pankow den Beschluss, die Straße 201 nach Beatrice Zweig zu benennen. Das Benennungsvorhaben hatte das Amt für Weiterbildung und Kultur, Fachbereich Museum und Bezirkliche Geschichtsarbeit, befürwortet. Nach Abschluss und Umsetzung der Ausführungsvorschriften zu § 5 des Berliner Straßengesetzes (AV Benennung) erfolgte am 15. Oktober 2014 die feierliche Namensgebung.
Das Atelier der Bildhauerin Ruthild Hahne im Haus Nr. 1 kann nach Voranmeldung besichtigt werden.